# Hyophila fouta-djalloni
Hyophila fouta-djalloni là một loài rêu trong họ Pottiaceae. Loài này được Paris & Broth. mô tả khoa học đầu tiên năm 1908.